# René-Nicolas Sergent
Pour les articles homonymes, voir Sergent (homonymie).
René-Nicolas Marie Sergent (Corbigny le 12 mai 1802 et mort à Moulins le 25 juillet 1871) est un ecclésiastique qui fut évêque de Quimper et Léon 1855 à 1871.

## Biographie
René-Nicolas Sergent, fils de Jean-Nicolas Sergent et de Marie Coichot, est orphelin très tôt, son père militaire ayant été tué pendant la guerre d'indépendance espagnole. Sa mère, originaire de Bourgogne, se retire alors dans sa ville natale d'Avallon. Il fait ses premières études au collège de cette petite cité du Morvan puis part pour Paris étudier le droit et la médecine. Attiré cependant par la vie religieuse, il désire entrer au séminaire Saint-Sulpice. Son évêque l'en ayant dissuadé, il fait ses études au séminaire de Nevers. Ordonné en 1826, il devient ensuite professeur de rhétorique au collège de Nevers et curé de Mars-sur-Allier. Vicaire à Nevers en 1831, il est promu ensuite supérieur du petit séminaire de Corbigny. 

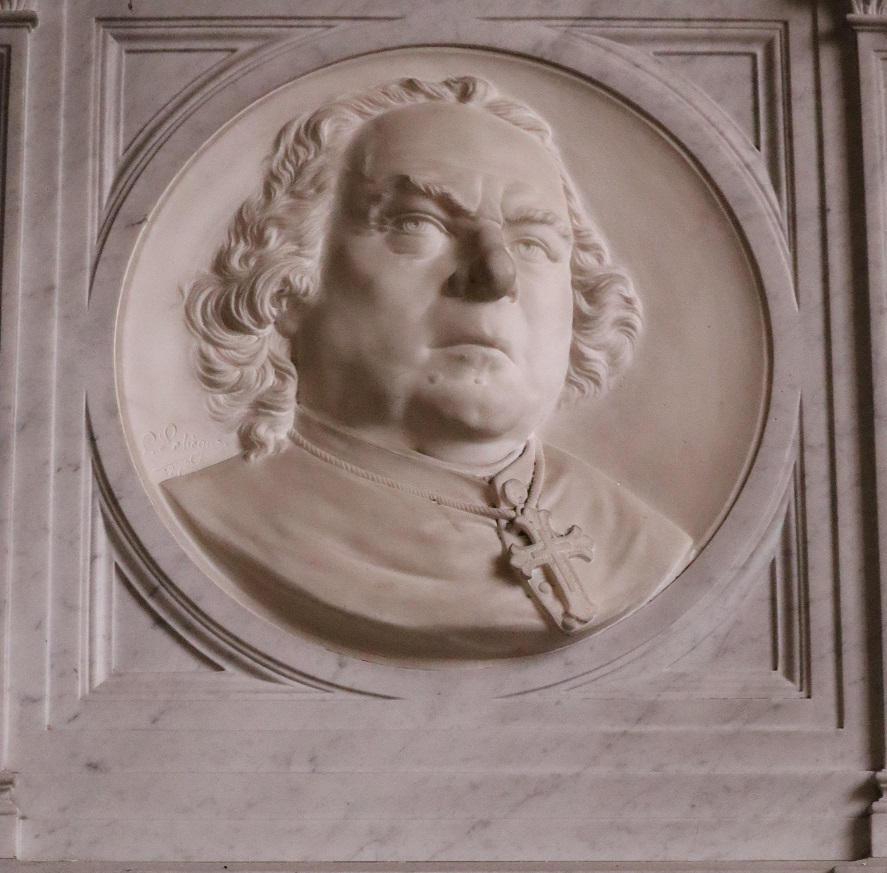
Tondo de Sergent en l'église Saint-Seine de Corbigny

Nommé évêque de Quimper et de Léon en 1855, il est confirmé le 23 mars 1855. Il participe aux travaux du concile Vatican I. Il meurt subitement le 25 juillet 1871 à Moulins en revenant d'une cure au Mont-Dore. Il est inhumé dans la cathédrale Saint-Corentin de Quimper.

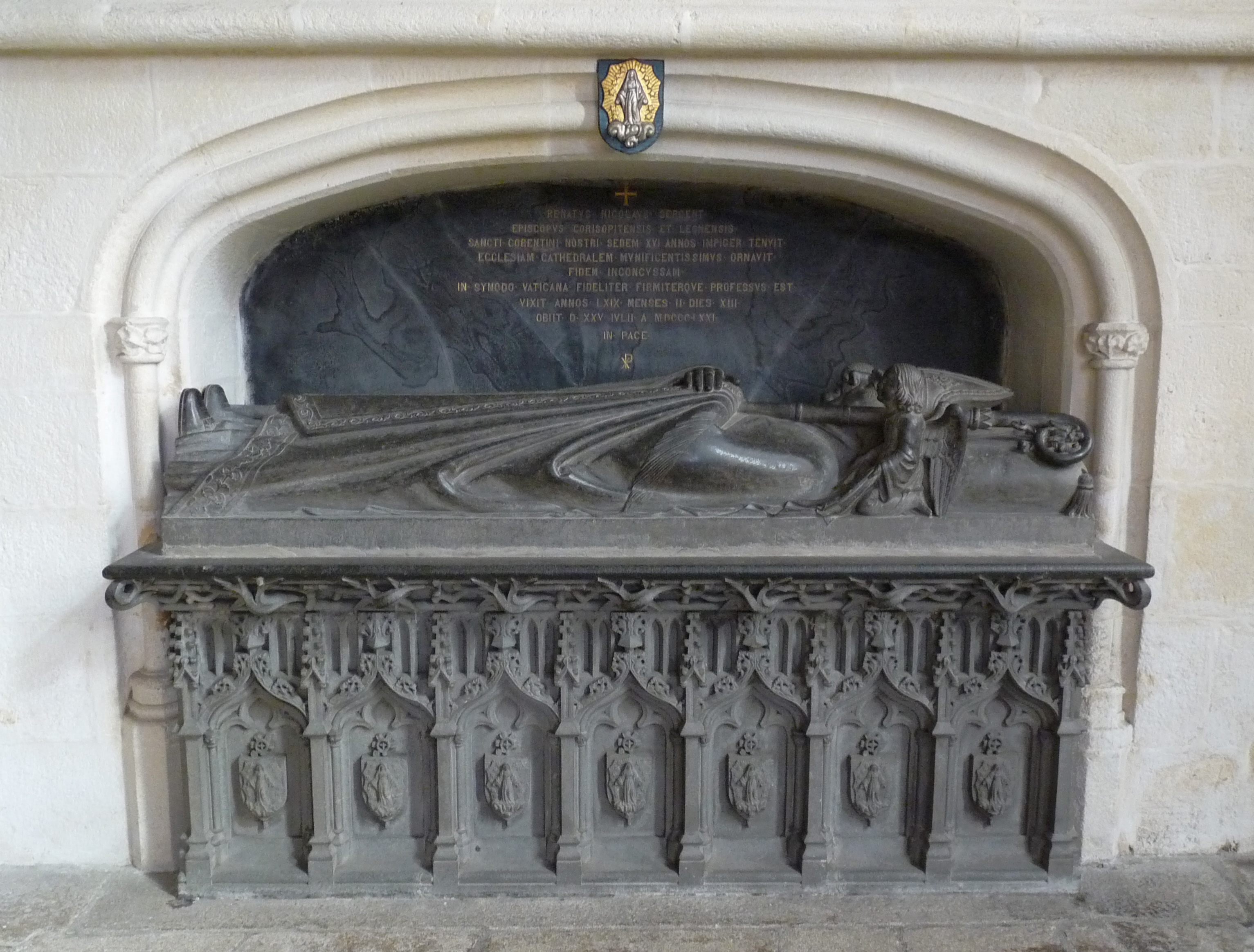
Tombeau de Sergent dans la cathédrale de Quimper.

## Armes
D'azur à la Vierge entourée de 12 étoiles dans une gloire et posée sur une nue mouvant de la pointe de l'écu, le tout d'argent.

## Distinctions
- Officier de la Légion d'honneur (10 mai 1859)[4]